# Tinamou des Andes
Nothoprocta pentlandii
Espèce
Statut de conservation UICN

 LC  : Préoccupation mineure
Le Tinamou des Andes (Nothoprocta pentlandii) est une espèce d'oiseaux de la famille des Tinamidae.

## Répartition et sous-espèces
Selon la classification de référence du Congrès ornithologique international (15.1, 2025) il se répartit en huit sous-espèces (ordre phylogénique) :
- Nothoprocta pentlandii ambigua Cory, 1915 — sud de l'Équateur et nord-ouest du Pérou ;
- Nothoprocta pentlandii niethammeri Koepcke, 1968 — centre-ouest du Pérou ;
- Nothoprocta pentlandii oustaleti Berlepsch & Stolzmann, 1901 — centre et sud du Pérou ;
- Nothoprocta pentlandii fulvescens Berlepsch, 1902 — sud-est du Pérou ;
- Nothoprocta pentlandii pentlandii (Gray, GR, 1867) — ouest de la Bolivie, nord-ouest de l'Argentine (province de Catamarca) et nord du Chili ;
- Nothoprocta pentlandii patriciae Hoy, G, 1987 —  nord-ouest de l'Argentine (province de Salta) ;
- Nothoprocta pentlandii mendozae Banks & Bohl, 1968 — centre-ouest de l'Argentine ;
- Nothoprocta pentlandii doeringi Cabanis, 1878 — centre de l'Argentine.